# Tripatagus
Tripatagus is een geslacht van uitgestorven zee-egels uit de familie Maretiidae.

## Soorten
- Tripatagus pittsi Zachos, 2012 †